# Ахтямов, Азамат Мухтарович
Азама́т Мухта́рович Ахтя́мов (31 марта 1962, Уфа, РСФСР, Башкирская АССР, СССР — 14 августа 2020, Уфа) — российский математик, профессор БашГУ. С 2009 по 14 августа 2020 года был заведующим кафедрой механики сплошных сред Башкирского государственного университета (ныне Уфимский университет науки и технологий).

## Научная биография
Окончил математический факультет Башкирского государственного университета (1979—1984) (ныне Уфимский университет науки и технологий), аспирантуру механико-математического факультета Московского государственного университета (1986—1989).
Доктор физико-математических наук (тема диссертации: Математическое моделирование и численное исследование в диагностике закреплений и нагруженности механических систем, 2004), профессор (2007).
Опубликовано более 200 научных и методических работ.
С 1989 года работал в Башкирском государственном университете (ныне Уфимский университет науки и технологий).
Декан математического факультета (2006—2008). Заведующий кафедрой математических методов в экономике (2004—2008).
С 2009 года и по до своей смерти являлся заведующий кафедрой механики сплошных сред.
Был руководителем грантов РФФИ и АН РБ. Член редколлегии журнала «Учитель Башкортостана».

## Награды
- Почётная грамота Минобрнауки РФ (2008)[2].
- Почётный работник высшего профессионального образования Российской Федерации (2011).
- Лауреат Государственной премии Республики Башкортостан в области науки и техники (2011).

## Научная деятельность
А. М. Ахтямов являлся автором нового научного направления — теории идентификации краевых условий спектральных задач по собственным значениям. В качестве приложений теории им и его учениками разрабатываются методы диагностики закреплений механических систем по собственным частотам их колебаний, а также способы создания закреплений, обеспечивающих нужный (безопасный) диапазон частот колебаний закрепляемой механической системы.
Впервые сформулированы математические модели диагностирования вида закрепления мембран, стержней и пластин по собственным частотам их изгибных колебаний, показана корректность соответствующих задач, разработаны методы и пакеты программ для их решения.
Сформулированы математические модели диагностирования вида закрепления балок и пластин по значениям их прогибов в нескольких точках. Доказана корректность постановок соответствующих задач. Найдены точные и численные методы их решения.
Впервые поставлены и решены проблемы идентификации нераспадающихся краевых условий по спектру краевой задачи. На основе некоторых из этих результатов разработаны методы диагностирования сложных видов закреплений механических систем.
Получены новые результаты в классической теории обратных спектральных задач. Представлены явные решения обратной задачи Штурма-Лиувилля с нераспадающимися краевыми условиями, позволяющие решать её численно.
Впервые получены формулы вычисления коэффициентов разложения функций в ряды по производным цепочкам Келдыша, выписанные в терминах коэффициентов уравнения и краевых условий для широких классов спектральных задач, возникающих в механике.

## Монографии
- Ахтямов А. М. Теория идентификации краевых условий и её приложения. — М. : Физматлит, 2009.
- Садовничий В. А., Султанаев Я. Т., Ахтямов А. М. Обратные задачи Штурма-Лиувилля с нераспадающимися краевыми условиями. — М.: Изд-во Московского университета, 2009.

## Учебники и пособия
- Ахтямов А. М. Математика для социологов и экономистов. — М.: Физматлит, 2004. — 463 с. — ISBN 5-9221-0460-8.

Книга победила во Всероссийском конкурсе учебников по математике для социально-экономических специальностей высшего профессионального образования (2000), организованного Министерством образования РФ. Она допущена Министерством образования РФ в качестве учебного пособия для студентов высших учебных заведений, обучающихся по социально-экономическим направлениям и специальностям. Второе издание этой книги (2006) стало лауреатом конкурса на лучшую научную книгу 2006 года, организованного фондом развития отечественного образования.
- Ахтямов А. М. Экономико-математические методы. Ч.1. Теория вероятностей и приложения. — Уфа: РИЦ БашГУ, 2007. — 376 с. — ISBN 978-5-7477-1829-6.
- Ахтямов А. М., Ахтямова М. С., Ахтямов М. Х. Математические термины: Русско-башкирский, башкирско-русский словарь математических терминов. — Уфа: Китап, 1993. — 176 с. — ISBN 5-295-01217-4.

## Основные публикации
- Ахтямов А. М. О вычислении коэффициентов разложений по производным цепочкам одной спектральной задачи // Математические заметки. — 1992. — Т. 51. — № 6. — С. 137—139.
- Ахтямов А. М. Об определении краевого условия по конечному набору собственных значений // Дифференциальные уравнения. — 1999. — Т. 35. — № 8. — С. 1127—1128.
- Садовничий В. А., Султанаев Я. Т., Ахтямов А. М. Аналоги теоремы единственности Борга в случае нераспадающихся краевых условий // Доклады Академии наук. — 1999. — Т. 367. — № 6. — С. 739—741.
- Ахтямов А. М. О единственности восстановления краевых условий спектральной задачи по её спектру // Фундаментальная и прикладная математика. — 2000. — Т. 6, Вып. 4. — С. 995—1006.
- Ахтямов А. М. О коэффициентах разложений по собственным функциям краевой задачи со спектральным параметром в граничных условиях // Известия вузов. Математика. — 2000. — № 2. — С. 13—18.
- Ахатов И. Ш., Ахтямов А. М. Определение вида закрепления стержня по собственным частотам его изгибных колебаний // Прикладная математика и механика. — 2001. — Т. 65. — Вып. 2. — С. 290—298.
- Ахтямов А. М. О вычислении коэффициентов разложений по производным цепочкам Келдыша для одной эллиптической задачи с параметром в граничном условии // Математические заметки. — 2001. — Т. 69. — Вып. 4. — С. 622—624.
- Ахтямов A. M. Распознавание закрепления кольцевой мембраны по собственным частотам её колебаний // Известия РАЕН. МММИУ. — 2001. — Т. 5. — № 3. — С. 103—110.
- Ахтямов A. M. Можно ли определить вид закрепления колеблющейся пластины по её звучанию? // Акустический журнал. — 2003. — Т. 49. — № 3. — С. 325—331.
- Ахтямов А. М. К единственности решения одной обратной спектральной задачи // Дифференциальные уравнения. — 2003. — № 8. — С. 1011—1015.
- Ахтямов А. М. Диагностирование закрепления кольцевой пластины по собственным частотам её колебаний // Известия РАН. Механика твердого тела. — 2003. — № 6. — С. 137—147.
- Ахтямов А. М. Диагностирование нагруженности механической системы // Приборы и системы. Управление, контроль, диагностика. — 2003. — № 6. — С. 60.
- Ахтямов А. М. О коэффициентах разложений по собственным функциям краевых задач с параметром в граничных условиях // Математические заметки. — 2004. — Т. 75. — Вып. 4. — С. 493—506.
- Ахтямов А. М. Диагностирование нераспадающихся закреплений // Приборы и системы. Управление, контроль, диагностика. — 2004. — № 7. — С. 51—52.
- Akhtyamov A. M., Mouftakhov A. V. Identification of boundary conditions using natural frequencies // Inverse Problems in Science and Engineering. — 2004. — Vol. 12. — No. 4. — P. 393—408.
- Садовничий В. А., Султанаев Я. Т., Ахтямов А. М. Решение обратной задачи Штурма-Лиувилля с нераспадающимися краевыми условиями. // Евразийский математический журнал. — 2005. — № 2. — С. 57—75 (начало). — № 3. — С. 99—117 (окончание).
- Ахтямов A. M. Диагностика закрепления прямоугольной мембраны по собственным частотам её колебаний // Акустический журнал. — 2006. — Т. 52. — № 3. — С. 293—296.
- Ахтямов А. М., Ямилова Л. С. Идентификация условий замыкания провода по собственным частотам колебаний напряжения переменного тока // Электромагнитные волны и электронные системы. — 2006. — Т. 11. — № 2—3. — С. 15—17.
- Садовничий В. А., Султанаев Я. Т., Ахтямов А. М. Обратная задача Штурма-Лиувилля, теоремы единственности и контрпримеры // Доклады Академии наук. — 2006. — Т. 411. — № 6. — С. 747—750.
- Ахтямов А. М., Муфтахов А. В., Тайхер М., Ямилова Л. С. Об одном методе определения по собственным частотам условий закрепления прямоугольной пластины // Известия РАН. Механика твердого тела. — 2007. — № 1. — С. 100—113.
- Садовничий В. А., Султанаев Я. Т., Ахтямов А. М. Разрешимость обратной задачи Штурма-Лиувилля с нераспадающимися краевыми условиями // Доклады Академии наук. — 2007. — Т. 412. — № 1. — С. 26—28.
- А. М. Ахтямов, Л. Р. Нусратуллина, Зависимость первой частоты колебаний квадратной пластины от длины закрепления по краям // XI Всероссийский съезд по фундаментальным проблемам теоретической и прикладной механики, Казань, 2015 — С. 256—258.